# 八丁堀 (東京都中央区)
八丁堀（はっちょうぼり）は、江戸の地名、東京市の1878年-1947年（明治11年-昭和22年）の京橋区の地名（本八丁堀や南八丁堀など）、および現在の東京都中央区の地名である。現行行政地名は八丁堀一丁目から八丁堀四丁目。郵便番号は104-0032。
現在の八丁堀は、出版社などによるオフィス街、一般商店、マンションなどによる住宅地が町並みを形成している。複数の主要バイパス道路に面し、交通の便が良い。京橋地域（旧・京橋区）内にある。

## 地理
京橋地域の東部に位置する。
河川・橋
- 亀島川
  - 亀島橋
  - 高橋

## 歴史

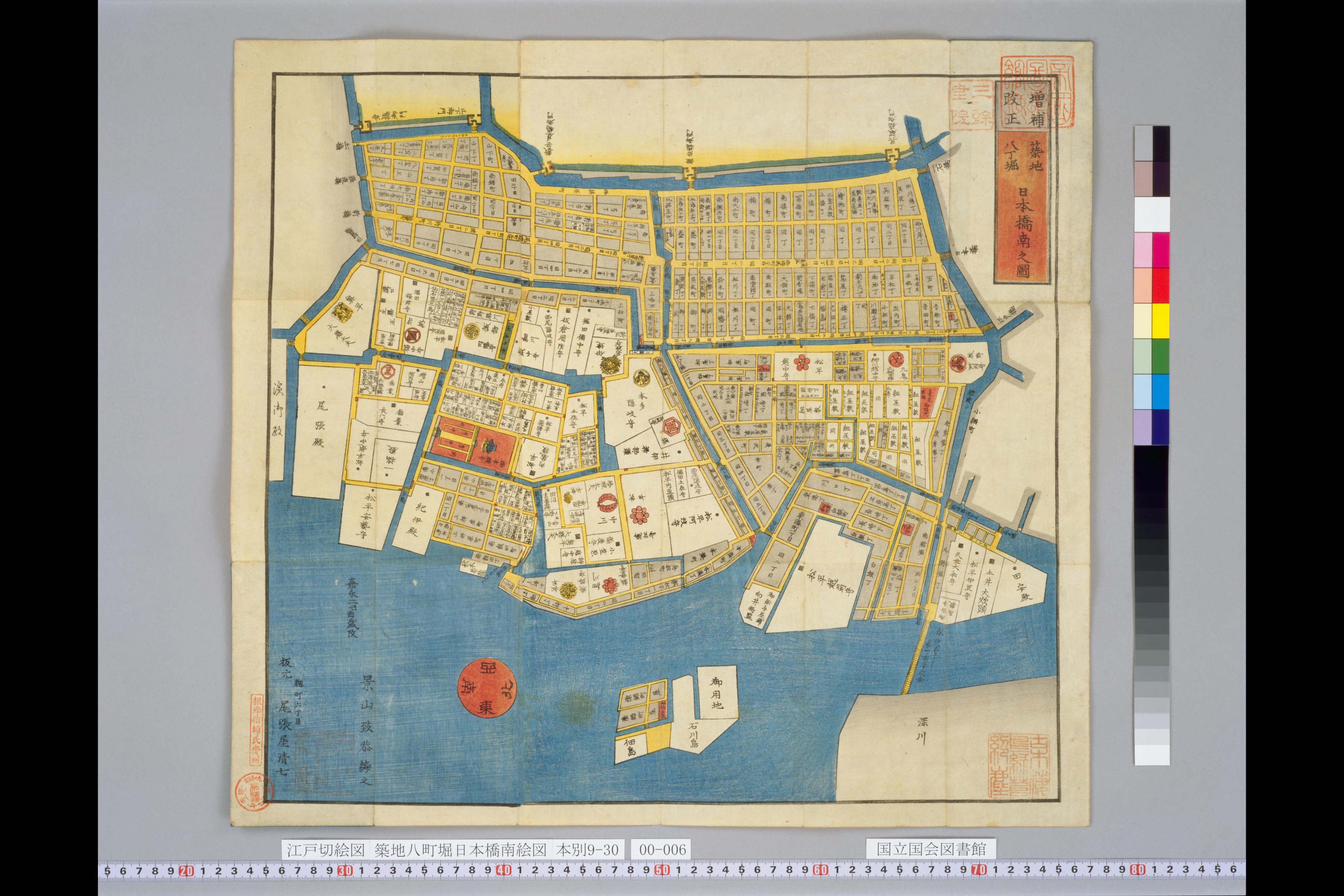
築地八町堀日本橋南絵図 1849年（嘉永2年）。北は右。右側の中段が八丁堀。周囲を堀に囲まれていた。

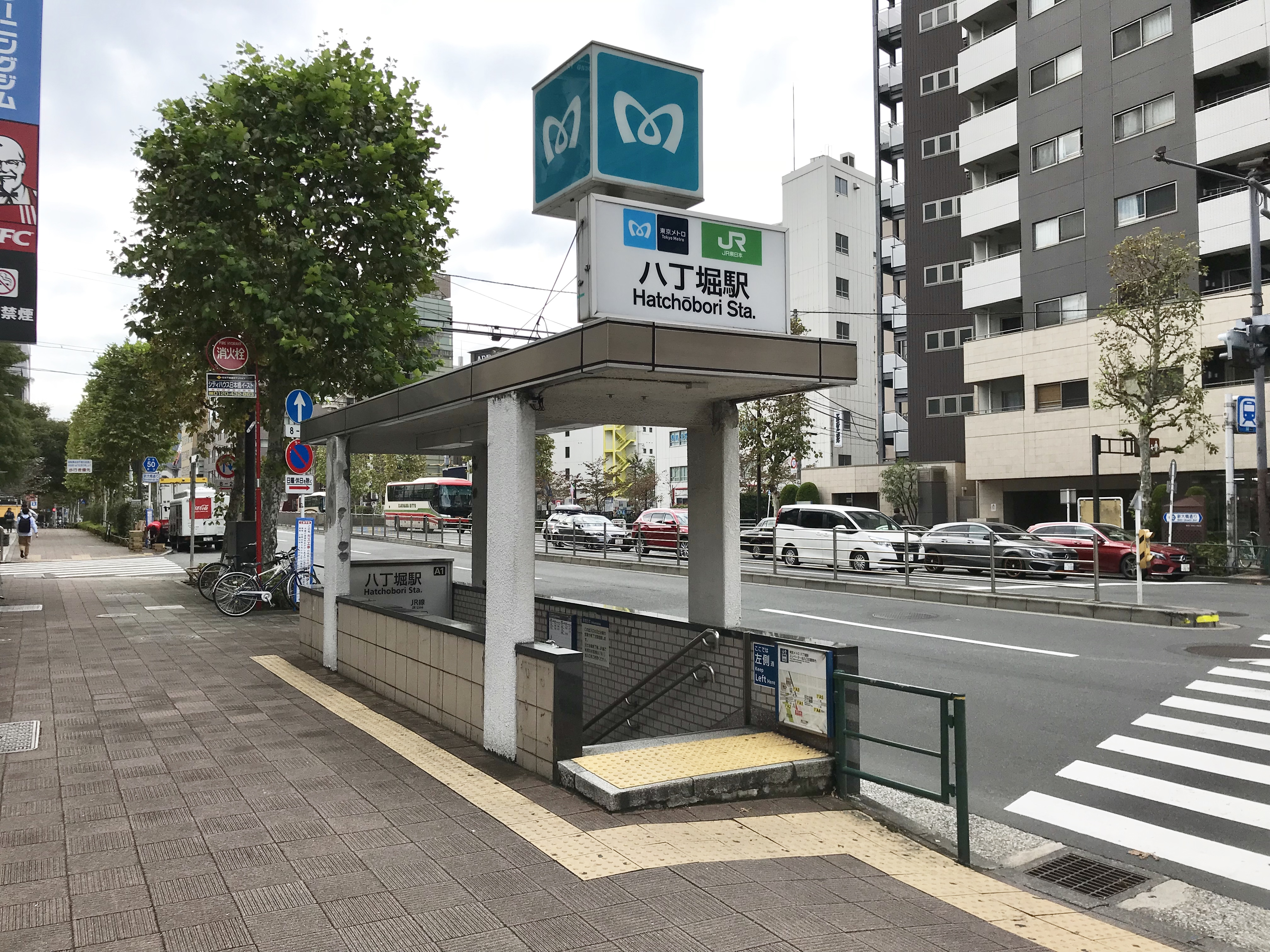
現在の八丁堀駅 A1出入口と周囲の街並み

このあたりは1590年（天正18年）の徳川家康の江戸入府後の慶長年間（1596年-1615年）頃に埋立てられた土地である。
寛永年間（1624年-1644年）にこの地に開削された堀の長さが約8町（約873m）あったため「八町堀」と呼ばれ、その堀名に由来して町名がつけられた。後に「町」が略字の「丁」となり八丁堀となった。その八丁堀（八町堀）は、江戸の神田と日本橋との境界となっていた堀で、竜閑橋（常盤橋西北）から城濠に分かれて、東方馬喰町に達し、それから南の浜町堀となって隅田川に入る。銀町堀とも（『江戸文学地名辞典』）。
江戸時代初期には多くの寺が建立され、寺町となっていた。しかし、1635年、八丁堀にあった多くの寺は、浅草への移転を命じられた。その後、寺のあった場所に、町奉行配下の与力、同心の組屋敷が設置されるようになったという。時代劇で同心が自分達を“八丁堀”と称したのはこれに因む。江戸時代、八丁堀にあった銭湯は非常に混雑することで知られ、混雑を避けて無人の女湯に入る同心などの者達もいた。「八丁堀の七不思議」の一つ、“女湯の刀掛け”は史実である。佐久間長敬の嘉永日記（抄）によると「七不思議」の残りは「奥様ありて殿様なし」、「ドブ湯」「鬼の住処に幽霊が出る」「地蔵の像がなくして地蔵橋がある」「百文あれば一日快楽ができる土地」「一文無しで所帯が持てる土地」である。
寛永江戸全図では八丁堀は一丁目から八丁目まであるが、明暦の大火後の「寛文新板江戸絵図」以降の八丁堀は五丁目までに整理されている。
江戸文学の戯作においては『金々先生栄花夢』における和泉屋清三、『万象亭戯作濫觴』における天竺老人などのおどけた人物の住所と定まっていた（潁原退蔵『江戸時代語の研究』）が、『東海道中膝栗毛』の弥次郎兵衛・北八もまた同所に住む。
1931年（昭和6年）、区画整理により現行の町名の八丁堀が誕生。それまでの本八丁堀1丁目から5丁目を分割した上で周囲の町が統合され、高代町、松屋町、岡崎町、本八丁堀の一部から西八丁堀1丁目から4丁目、元嶋町、長沢町、幸町、日比谷町、八丁堀仲町、永嶋町、水谷町と本八丁堀の一部から八丁堀1丁目から4丁目が誕生した。その後1969年（昭和44年）の区画整理で西八丁堀と八丁堀が統合され、現在に至る。

## 世帯数と人口
2023年（令和5年）1月1日現在（中央区発表）の世帯数と人口は以下の通りである。
| 丁目         | 世帯数    | 人口    |
| ------------ | --------- | ------- |
| 八丁堀一丁目 | 51世帯    | 65人    |
| 八丁堀二丁目 | 722世帯   | 1,131人 |
| 八丁堀三丁目 | 914世帯   | 1,397人 |
| 八丁堀四丁目 | 681世帯   | 1,116人 |
| 計           | 2,368世帯 | 3,709人 |

### 人口の変遷
国勢調査による人口の推移。
| 年                 | 人口  |
| ------------------ | ----- |
| 1995年（平成7年）  | 1,432 |
| 2000年（平成12年） | 1,483 |
| 2005年（平成17年） | 2,029 |
| 2010年（平成22年） | 2,745 |
| 2015年（平成27年） | 3,276 |
| 2020年（令和2年）  | 3,571 |

### 世帯数の変遷
国勢調査による世帯数の推移。
| 年                 | 世帯数 |
| ------------------ | ------ |
| 1995年（平成7年）  | 525    |
| 2000年（平成12年） | 639    |
| 2005年（平成17年） | 1,166  |
| 2010年（平成22年） | 1,683  |
| 2015年（平成27年） | 2,088  |
| 2020年（令和2年）  | 2,206  |

## 学区
区立小・中学校に通う場合、学区は以下の通りとなる（2025年4月現在）。
- 区域 : 一丁目、二丁目、三丁目、四丁目　各全域
  - 小学校 : 中央区立中央小学校
  - 中学校 : 中央区立銀座中学校

## 事業所
2021年（令和3年）現在の経済センサス調査による事業所数と従業員数は以下の通りである。
| 丁目         | 事業所数    | 従業員数 |
| ------------ | ----------- | -------- |
| 八丁堀一丁目 | 215事業所   | 3,797人  |
| 八丁堀二丁目 | 481事業所   | 16,006人 |
| 八丁堀三丁目 | 527事業所   | 6,572人  |
| 八丁堀四丁目 | 440事業所   | 9,563人  |
| 計           | 1,663事業所 | 35,938人 |

### 事業者数の変遷
経済センサスによる事業所数の推移。
| 年                 | 事業者数 |
| ------------------ | -------- |
| 2016年（平成28年） | 1,801    |
| 2021年（令和3年）  | 1,663    |

### 従業員数の変遷
経済センサスによる従業員数の推移。
| 年                 | 従業員数 |
| ------------------ | -------- |
| 2016年（平成28年） | 31,974   |
| 2021年（令和3年）  | 35,938   |

### 主な企業
- 日本瓦斯本社
- 日本カーボン本社
- いちよし証券本社
- 東洋証券本社
- ユニデン本社
- 日本管理センター本社
- やる気スイッチグループ本社

## 地域
公園
- 桜川公園

施設
- 八丁堀区民館
- 八丁堀保育園
- エクステンションセンター八丁堀校 - 京華スクエア内
- 京華コミュニティルーム - 京華スクエア内
- 中央区立ハイテクセンター - 京華スクエア内
- 中央区シルバー人材センター - 京華スクエア内
- 中央交通事故相談所 - 京華スクエア内
- 早稲田大学エクステンションセンター八丁堀校

## 観光
名所・史跡
- 桜川跡
- 中央区立京華小学校跡 - 現：京華スクエア
- 堀部安兵衛武庸之碑 - 赤穂浪士の一人、堀部武庸（安兵衛）を記念して建てられた石碑（1969年建立）

## 交通
鉄道
- 東京地下鉄日比谷線  八丁堀駅
- JR東日本京葉線  八丁堀駅

バス
- 都営バス東15・東16系統
- 中央区コミュニティバス北循環 八丁堀駅 / 八重洲通り東 / 桜橋

道路
- 東京都道50号東京市川線（新大橋通り）
- 八重洲通り
- 鍛冶橋通り
- 鉄砲洲通り
- 平成通り
- 鈴らん通り
- 二八通り

首都高速道路・出入口
- 首都高速都心環状線
- 京橋ジャンクション
- 宝町出入口

陸橋
- 久安橋 - 首都高速都心環状線上
- 宝橋 - 首都高速都心環状線上
- 松幡橋 - 首都高速都心環状線上
- 弾正橋 - 首都高速都心環状線上

## その他

### 日本郵便
- 郵便番号 : 104-0032[3]（集配局 : 晴海郵便局[20]）。

### 管轄等
- 中央警察署 - 同町周辺の管轄に当たる。（所在地：日本橋兜町）
- 京橋消防署 - 同町周辺の管轄に当たる。（所在地：京橋）